# Nicolae Cananău
Nicolae Cananău (n. 1867, Iași, România – d. 26 februarie 1938, Iași, România) a fost un om politic român, care a îndeplinit funcția de primar al municipiului Iași în perioada 3 noiembrie - 30 decembrie 1929. 